# Tadeusz Gapiński
Tadeusz Stefan Gapiński (ur. 7 stycznia 1948 w Łodzi) – polski piłkarz, działacz piłkarski i samorządowy.  

## Życiorys
Wychowanek Łódzkiego Klubu Sportowego. Dwukrotny wicemistrz Polski (Widzew Łódź), mistrz Polski juniorów (MKS Hala Łódź), zdobywca Pucharu Danii (Hvidovre IF, 1980).
Po zakończeniu kariery piłkarskiej działacz i członek sztabu szkoleniowego Widzewa Łódź. Od śmierci Stefana Wrońskiego kierownik drużyny.
Od 17 stycznia 2007 radny Rady Miejskiej w Łodzi (zajął miejsce Hanny Zdanowskiej, która zrezygnowała z mandatu i objęła funkcję wiceprezydenta Łodzi). W wyborach w 2010 nie odnowił mandatu radnego.